# Port lotniczy Kompong Som
Port lotniczy Kompong Som (IATA: KOS, ICAO: VDSV) – międzynarodowy port lotniczy położony 18 km na wschód od Kompong Som. Jest trzecim co do wielkości portem lotniczym w Kambodży.

## Kierunki lotów i linie lotnicze
| Linia lotnicza      | Kierunek                    |
| ------------------- | --------------------------- |
| AirAsia             | 1. Kuala Lumpur             |
| AirAsia Cambodia    | 1. Siem Reap                |
| Cambodia Angkor Air | 1. Ho Chi Minh 2. Siem Reap |